# Pyrgulopsis olivacea
Pyrgulopsis olivacea är en snäckart som först beskrevs av Henry Augustus Pilsbry 1895.  Pyrgulopsis olivacea ingår i släktet Pyrgulopsis och familjen tusensnäckor. Inga underarter finns listade i Catalogue of Life.